# Saint-Jean-de-Védas

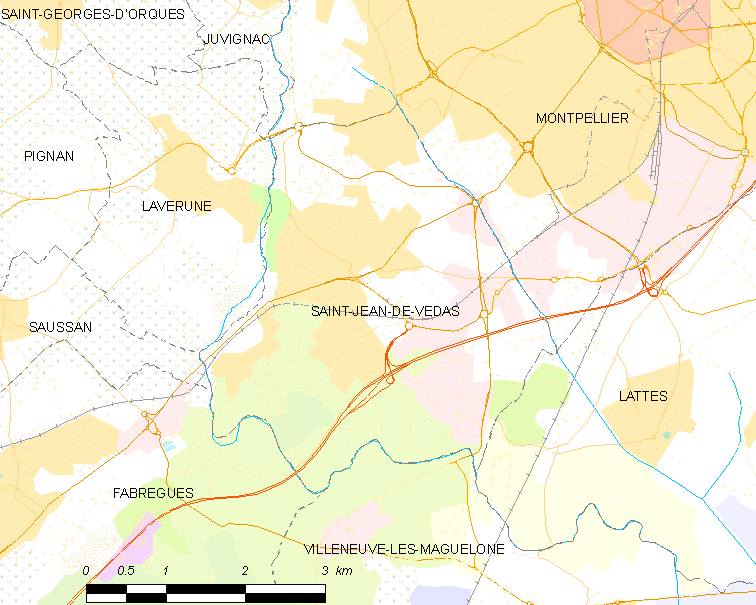
Mapa

 Saint-Jean-de-Védas  es una población y comuna francesa, situada en la región de Languedoc-Rosellón, departamento de Hérault, en el distrito de Montpellier y cantón de Lattes
Está hermanada con Librilla (Murcia).

## Demografía
| 1772 | 2086 | 3529 | 4284 | 5390 | 8056 | 8595 |
| Para los censos de 1962 a 1999 la población legal corresponde a la población sin duplicidades (Fuente: INSEE [Consultar]) |      |      |      |      |      |      |